# 卡普特里 (紐約州)
卡普特里（英語：Captree）是位於美國紐約州薩福克縣的普查規定居民點。

## 人口
根據2020年美國人口普查的數據，卡普特里的面積為7.24平方千米，當中陸地面積為4.19平方千米，而水域面積為3.05平方千米。當地共有人口48人，而人口密度為每平方千米6.63人。